# Suzuki Cultus
A Suzuki Cultus az 1969-ben befejezett gyártású Fronte 800 után az első kiskategóriás próbálkozása a Suzukinak a korábbi miniautók után. A GM-től származik az olajválság idejéről, amikor a kisautók divatba jöttek. Slágertermék volt az amerikai kontinensen is Pontiac Firefly, Suzuki Forsa, Suzuki Swift, Chevrolet Sprint és Geo Metro néven. Afrika kivételével minden kontinensre eljutott. Elsőként a 25. Tokiói Autókiállításon mutatták be. Neve, a Cultus, latin eredetű, imádatot jelent, melyet az angol nyelvű Cult (imádat) gyökön keresztül a Culture (kultúra) szóra vezettek vissza, amivel a Suzuki a modern autós kultúrához való hozzájárulásának vágyát akarta kifejezni. A Swift nevet használták a legtöbb piacon, Magyarországon is. Összesen két generációja van, az elsőt 1983–1988-ig, a másodikat 1988–2003-ig gyártották. Az első három-, és ötajtós, a második ezeken kívül négyajtós és kabrióváltozatban is kapható volt.
Néhány másik gyártó is árusította a Cultust, így a Chevrolet is Sprint, illetve Swift, a Holden is Barina, vagy a Maruti is 1000 és Esteem neveken. Mind az első (1986), mind a második (1992) generáció átesett egy ráncfelvarráson. Magyarországon 1992–2004-ig gyártották Esztergomban.

## Első generáció (1983–1988)
Az olajárrobbanás után megerősödött a kisautók szegmense Észak-Amerikában, amibe a GM is szeretett volna bekerülni. Az új kisautót a Suzuki valósította meg és Észak-Amerikába is exportált. Ez azonban még nem volt elég nyereséges, ezért megjelent az autó Európában (Suzuki SA310, SA413, Swift), Ausztráliában és Új-Zélandon (Holden Barina, Suzuki Swift) is.

### A gyártás előzményei
Az olajválság az amerikai autópiacon is meghozta hatását, a hetvenes és nyolcvanas évek fordulóján számos kisautó jelent meg és jött divatba a korábbi nyolchengeres, ötméteres limuzinok helyett. A sok kis szedán mellett néhány csapotthátú is bemutatkozott. A japán autógyárak, így a Nissan, a Honda és a Toyota amerikai terjeszkedése is ekkor kezdődött. A General Motors is be szeretett volna lépni az új szegmensbe. Európai típusaikat, tehát az akkori Opeleket nem találták a helyi piac igényeinek megfelelőnek. Terveztek egy kiskategóriás típust, de már az elején rájöttek, hogy az akkor még „M-autónak” nevezett autót a drága munkaerőnek köszönhetően nem helyben kellene gyártani. A modell kulcsa mégis az alacsony ár lett volna, ezért a GM egy új partnert keresett, ami majd gyártja a tervezett kisautót. A General Motors megvásárolta a Suzuki részvényeinek öt százalékát 1981-ben. Ezzel szerződést kötött vele az M-autó gyártásáról. A szerződésben az is benne volt, hogy a kifejlesztett típusból az Amerikai Egyesült Államokba is fog a Suzuki exportálni.

### Adatok a típusról
Az 1981-es szerződéskötéskor a GM átadta a Suzukinak az M-autó terveit, a Suzuki részben a GM erőforrásait is használhatta. Két évvel később, 1983 októberében be is mutatták a típust, azaz a Suzuki Cultust a 25. Tokiói Autószalonon. Három- és ötajtós ferde hátú karosszériával kezdték árusítani. G10 jelzésű, akkor modernnek számító háromhengeres, 993 köbcentiméteres, 60 lóerős motor dolgozott benne. A mérnökök a súlycsökkentés érdekében mindent megtettek: mind a hengerfej, mind a blokk alumíniumötvözetből készült, a motor tömege mindössze 63 kilogramm volt.

### Nevei a különböző piacokon
| Piac                        | Név              | Év        | Ajtók száma |
| --------------------------- | ---------------- | --------- | ----------- |
| Ausztrália                  | Holden Barina    | 1985–1988 | 5           |
| Ausztrália                  | Suzuki Swift     | 1985–1988 | 3/5         |
| Kanada, Ecuador, Chile, USA | Suzuki Forsa     | 1985–1988 | 3/5         |
| Kanada                      | Pontiac Firefly  | 1985–1988 | 3/5         |
| Új-Zéland                   | Holden Barina    | 1985–1988 | 3/5         |
| Új-Zéland                   | Suzuki Swift     | 1985–1994 | 3/5         |
| Kolumbia                    | Chevrolet Sprint | 1986–2004 | 5           |
| Japán                       | Suzuki Cultus    | 1983–1988 | 3/5         |
| Észak-Amerika               | Chevrolet Sprint | 1985–1988 | 3/5         |

### 1983–1985

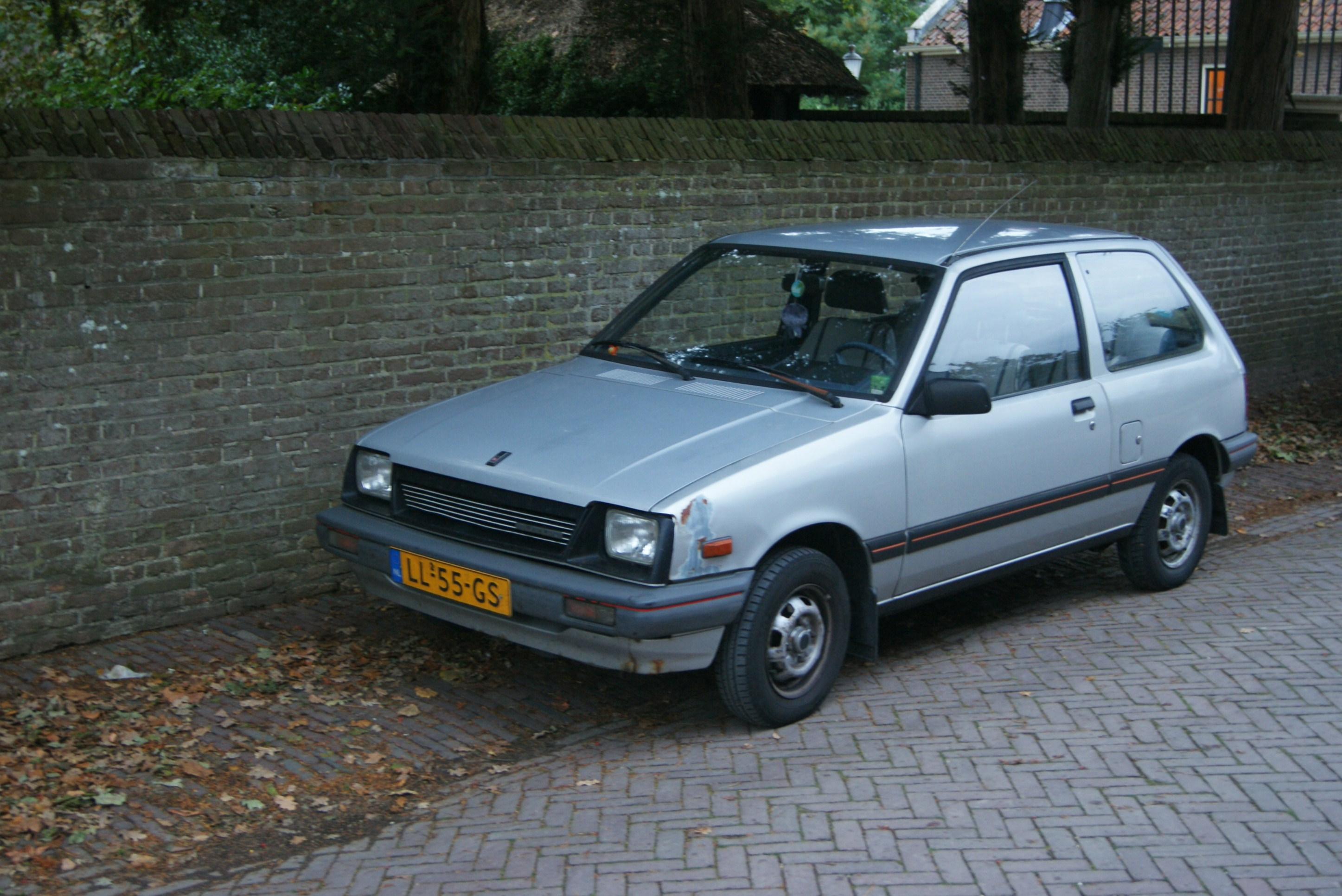
1984-es Suzuki SA-310
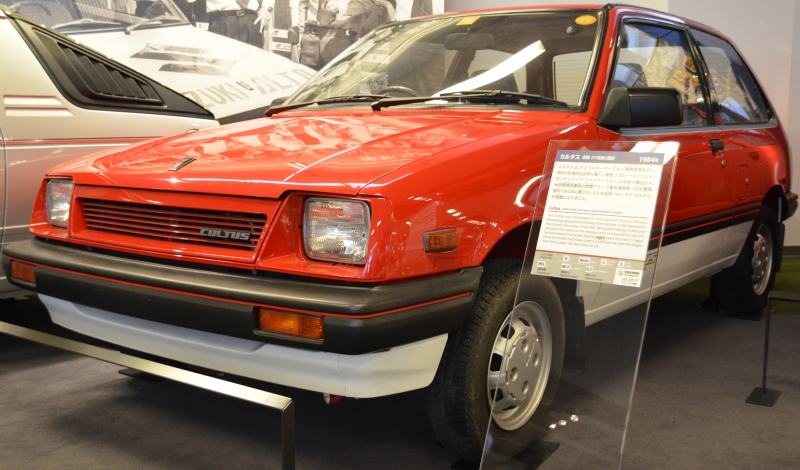
Suzuki Cultus GEN-1
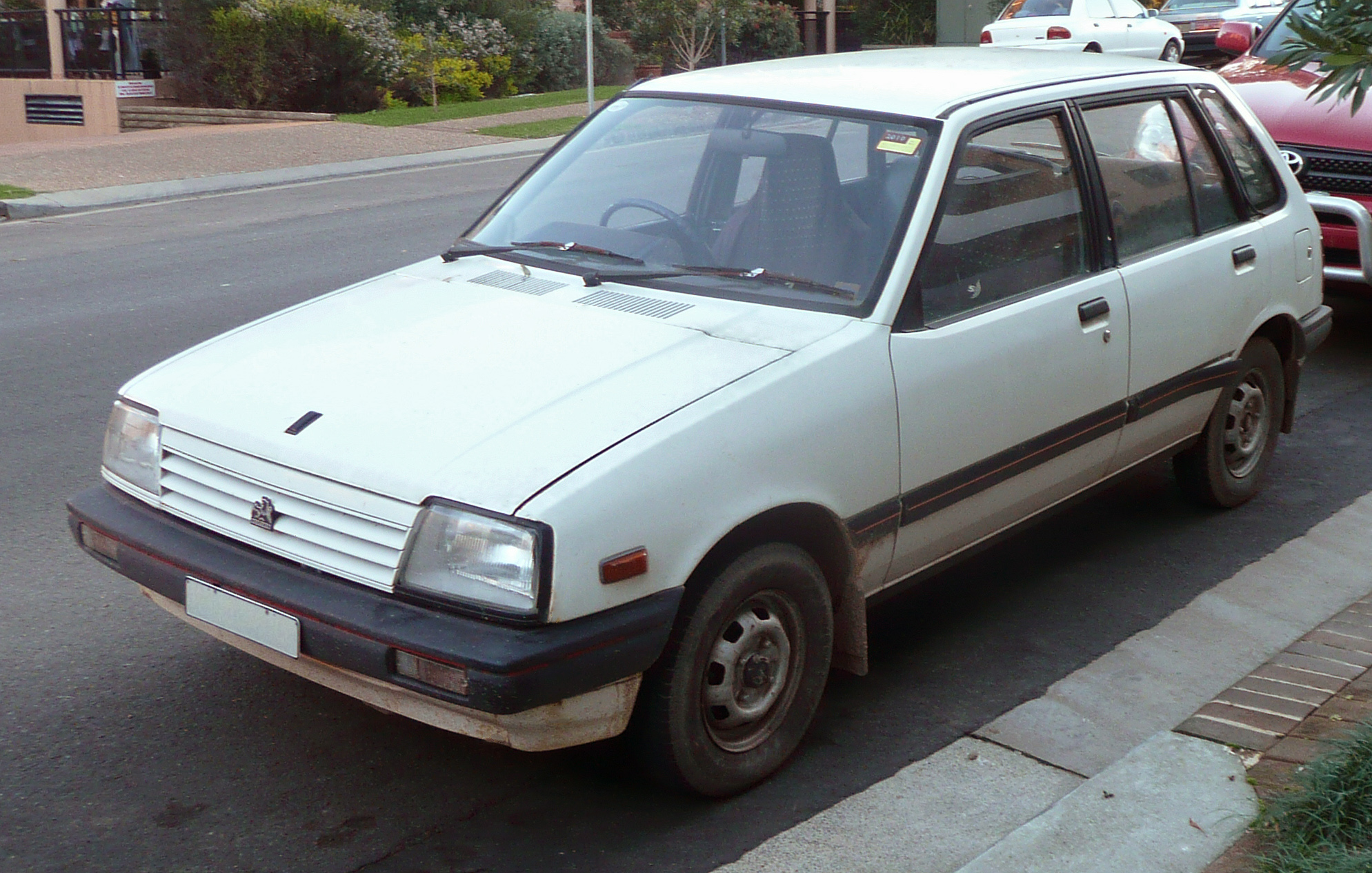
1985–1986 Holden Barina MB

A piacoktól és a felszereltségtől függően kétféle első fényszóróval árusították, az olcsóbb típusokhoz süllyesztett téglalap alakú, a drágábbakhoz előrehozott üveg tartozott.

### 1985–1988

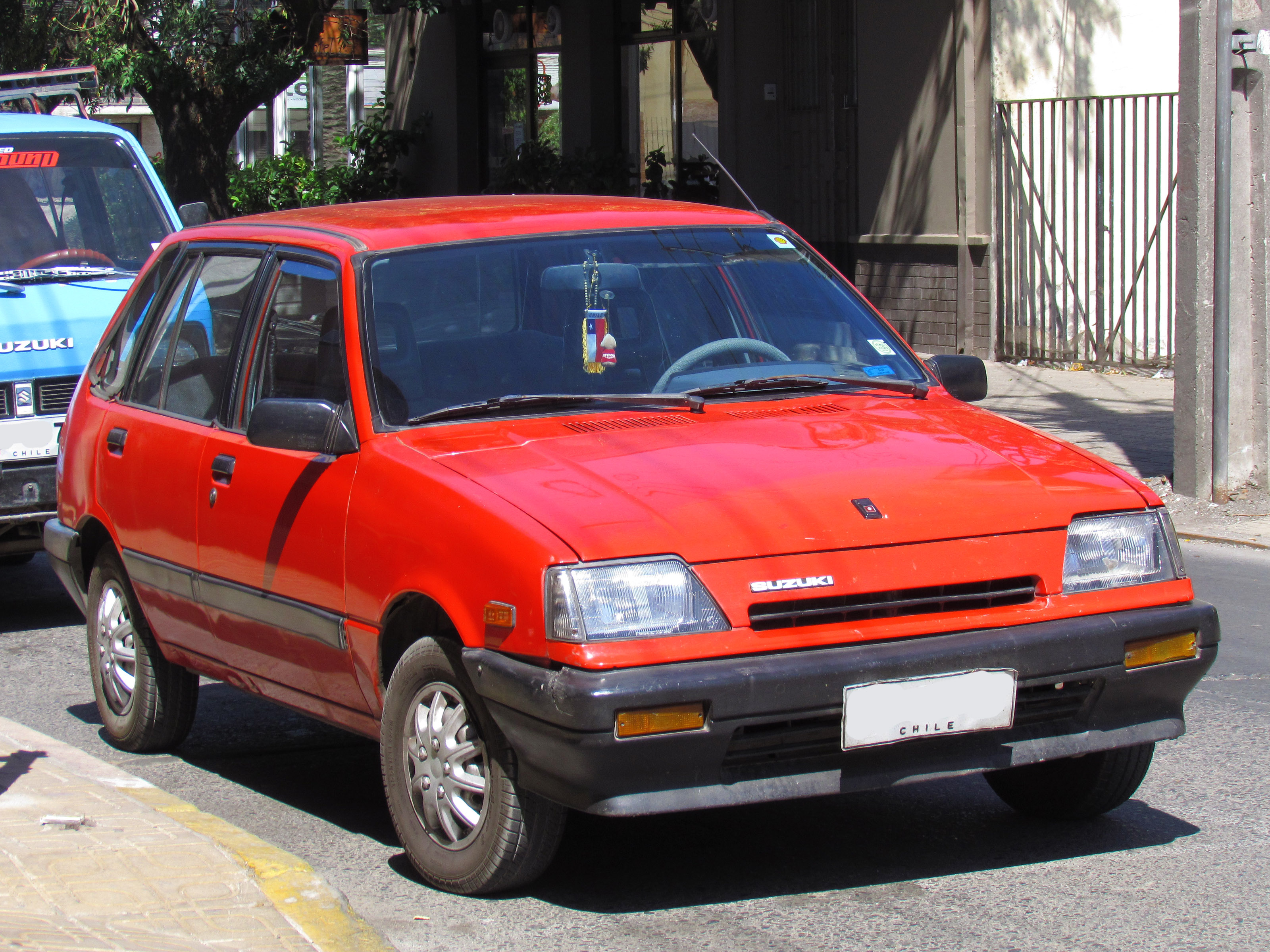
Európai Swift
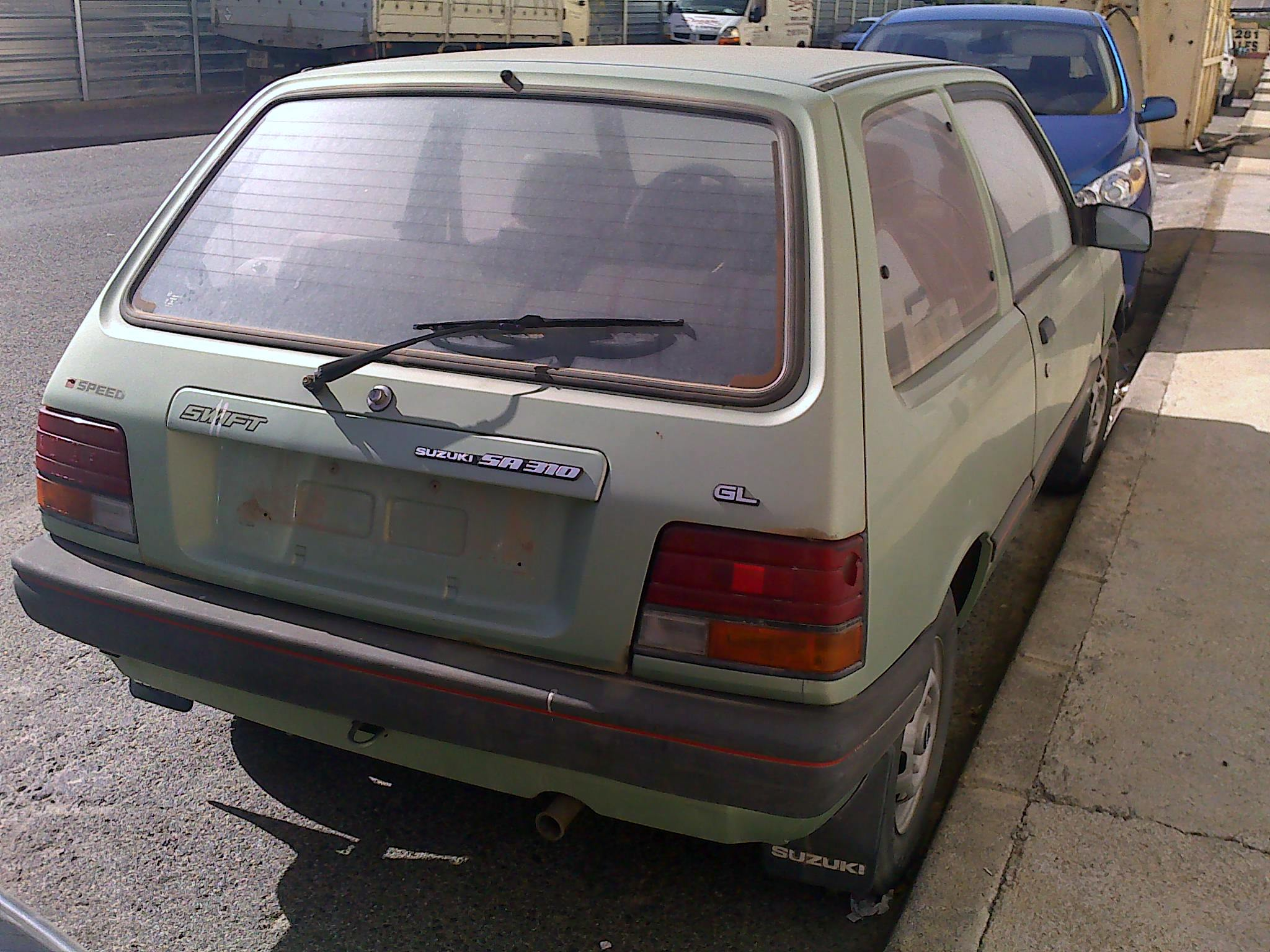
Suzuki Cultus desguace

1985-ben minden piacon felfrissítették a modellt. Hátul a laprugókat tekercsrugók váltották fel. A műszerfalat és a teljes orrot lecserélték.

### Észak-Amerika
A Suzuki betartotta ígéretét: A Cultus őshazájában, az USA-ban is árusították, többféle néven, már néhány hónappal a japán debütáció után megjelent az Amerikai Egyesült Államokban Chevrolet Sprint, Kanadában pedig Pontiac Firefly néven. Suzuki márkanév alatt is futott Forsa névvel. A GM tervei azonban majdnem kútba estek a szigorú import-korlátozások miatt: kezdetben a Suzuki csupán évi 17 000 példány behozatalát engedélyezte, amíg a GM a típusból évente legalább 100 000 darab eladásáról álmodozott. Később sikerült elérnie, hogy a japán gyár a kvótát évi 80 000-re emelje. A gyártókapacitás kihasználatlan volt, ezért a Suzuki új országokba akarta exportálni a modellt, így érkezett meg Európába.

#### Chevrolet Sprint

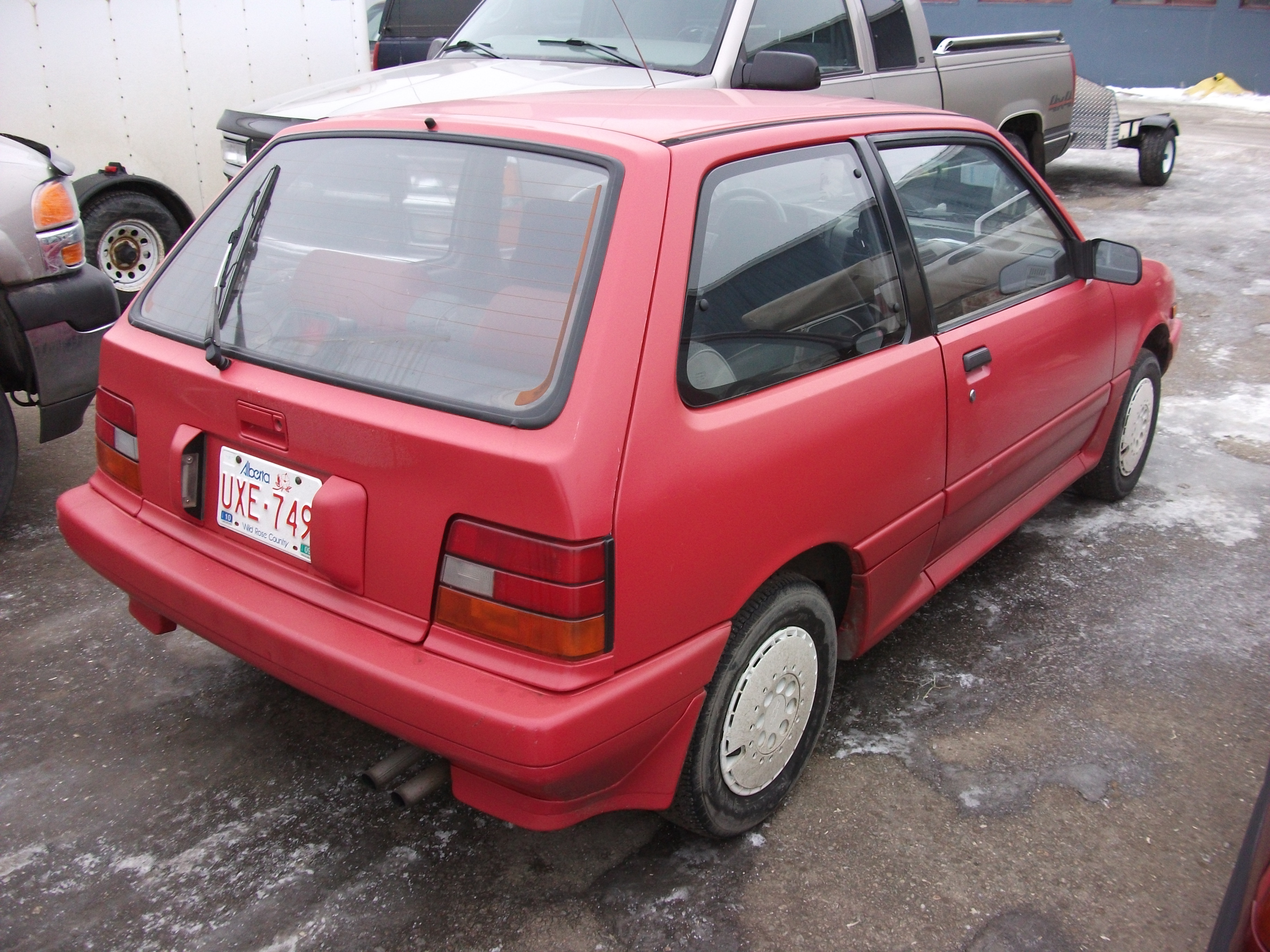
Chevrolet Sprint Turbo

1985-ben a Vauxhall, az Opel és a Chevrolet Chevette, valamint a Cultus másolataként jelent meg a Chevrolet Sprint Metro és a Chevrolet Sprint. Az ötajtós Sprint neve Chevrolet Sprint Plus. Kolumbiában is használták a Chevrolet Sprint nevet, ezt Bogotában gyártották, kisebb teherszállításra is alkalmas változattal kiegészítve (Sprint Commercial). Kolumbiában 2004-ig gyártásban maradt. Az első generáció neve GEN 1 mind a Swiftnél, mind a Sprintnél. Az Amerikai Egyesült Államok nyugati részén volt kapható. A vásárlók az ER, a Base és a Turbo modellek között választhattak. 1987-ig a Chevette-tel párhuzamosan gyártották a Sprintet. Az Amerikai Egyesült Államokban a Sprint nevet a Geo Metro bevezetésével szüntették meg, viszont Kanadában még egy ideig használták. A Sprint ER-t és a Sprint Plust egyliteres, soros háromhengeres szívómotorral kínálták.
A modell árusítása egész Észak-Amerikára kiterjedt. Kezdetben még csak háromajtós, majd 1986-tól ötajtós Sprint Plus változatban is. A Sprint ER változat olyan extrákkal büszkélkedhetett, mint a műszerfalon megjelenő, a sebesség magasabbra kapcsolására figyelmeztető jelző. Légkondicionáló mindig, de háromfokozatú automata váltó csak 1986 óta tartozott egyes modellekhez. Minden modellhez elsőkerék-hajtás és 12 colos kerekek tartoztak.
A Kanadában és az USA-ban kapható Sprint Turbo motora soros háromhengeres, egyliteres, turbófeltöltős. A Turbo-változat csak piros és fehér színváltozatban létezett, a szívómotoros pedig piros, szürke, kék és 1987-ig világosbarna színben volt kapható.

##### Chevrolet Sprint Metro
Az 1988-as modellévben a szívómotoros változat a Sprint Metro nevet kapta.

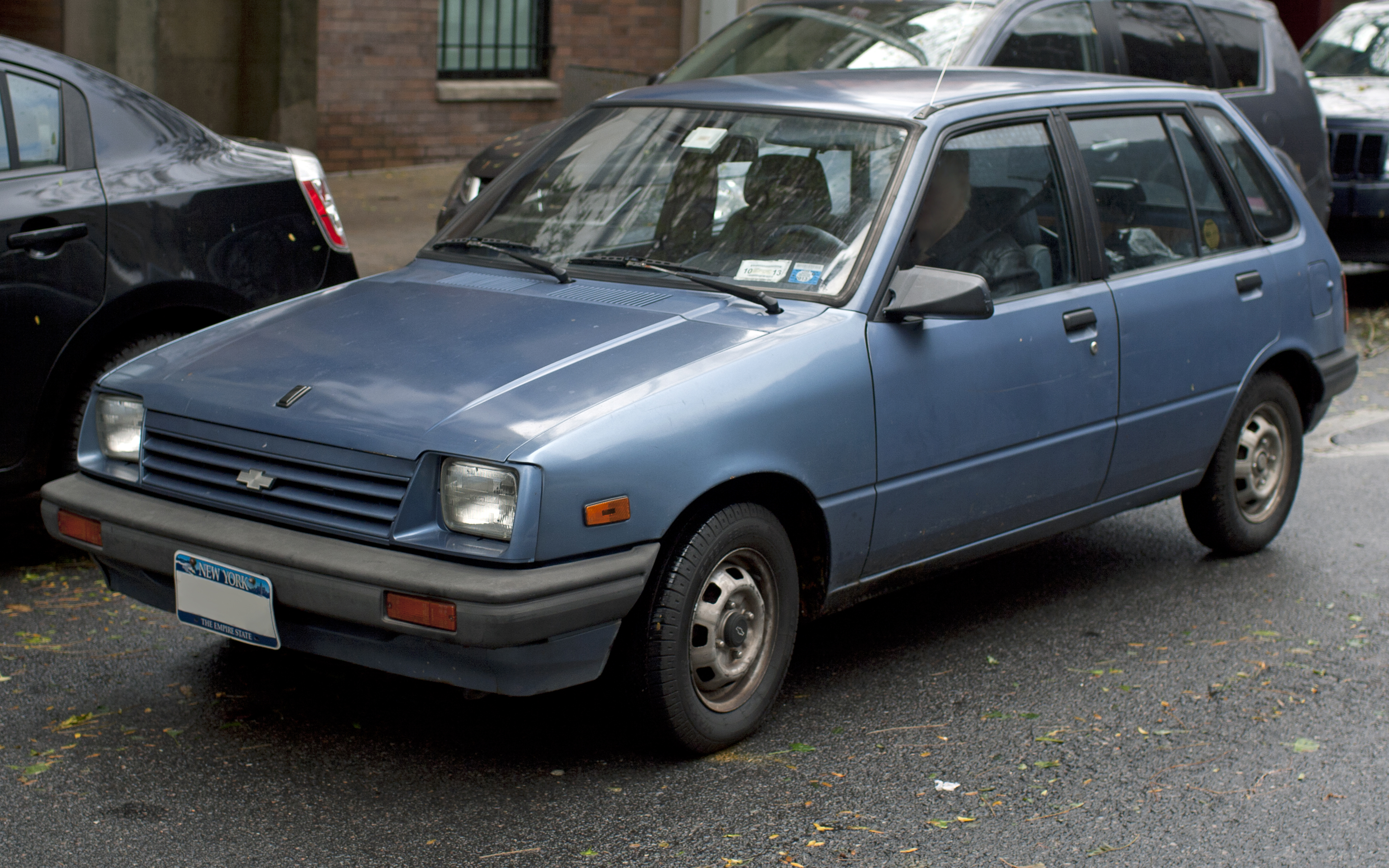
Chevrolet Sprint Plus
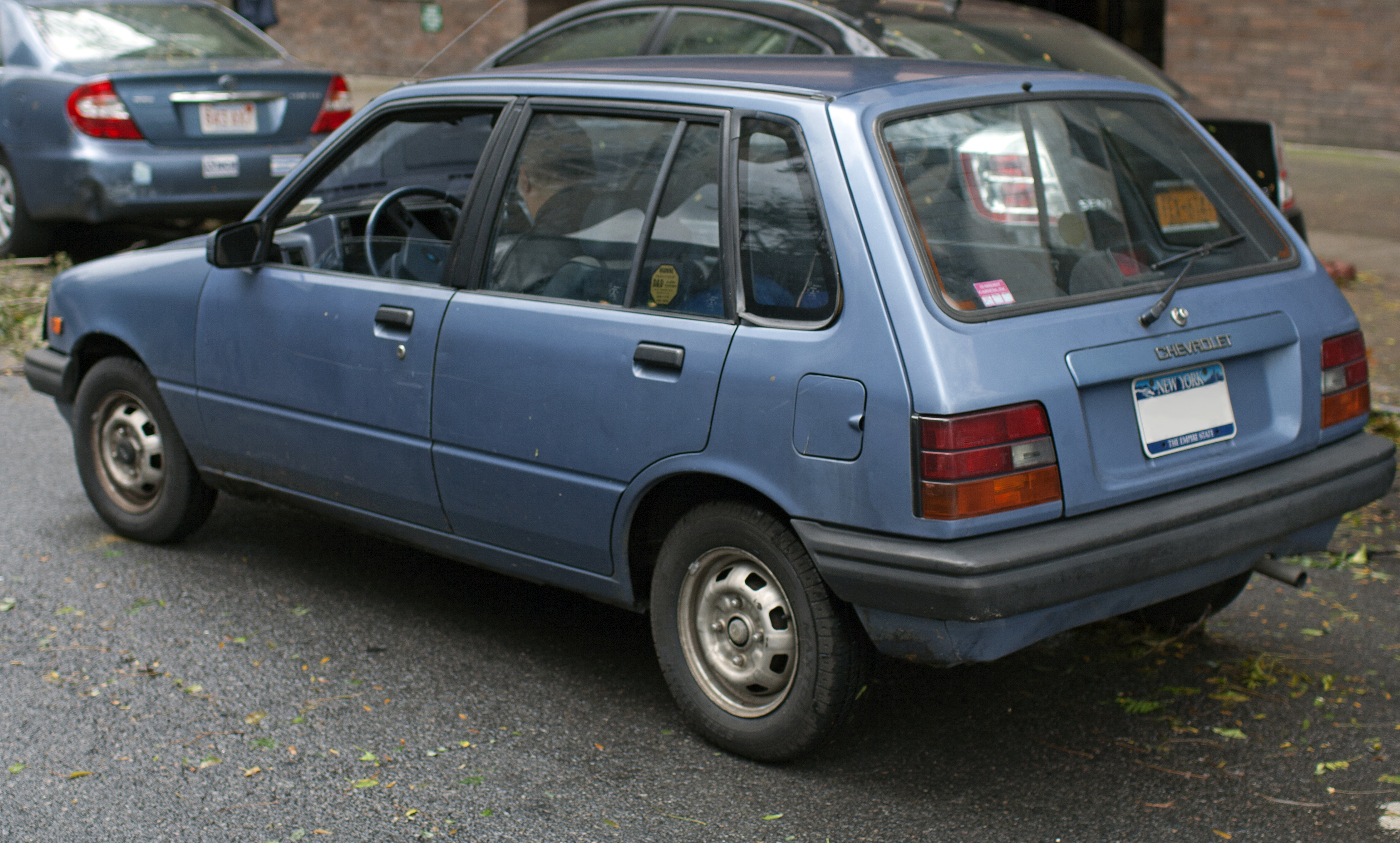
Chevrolet Sprint Plus hátulról
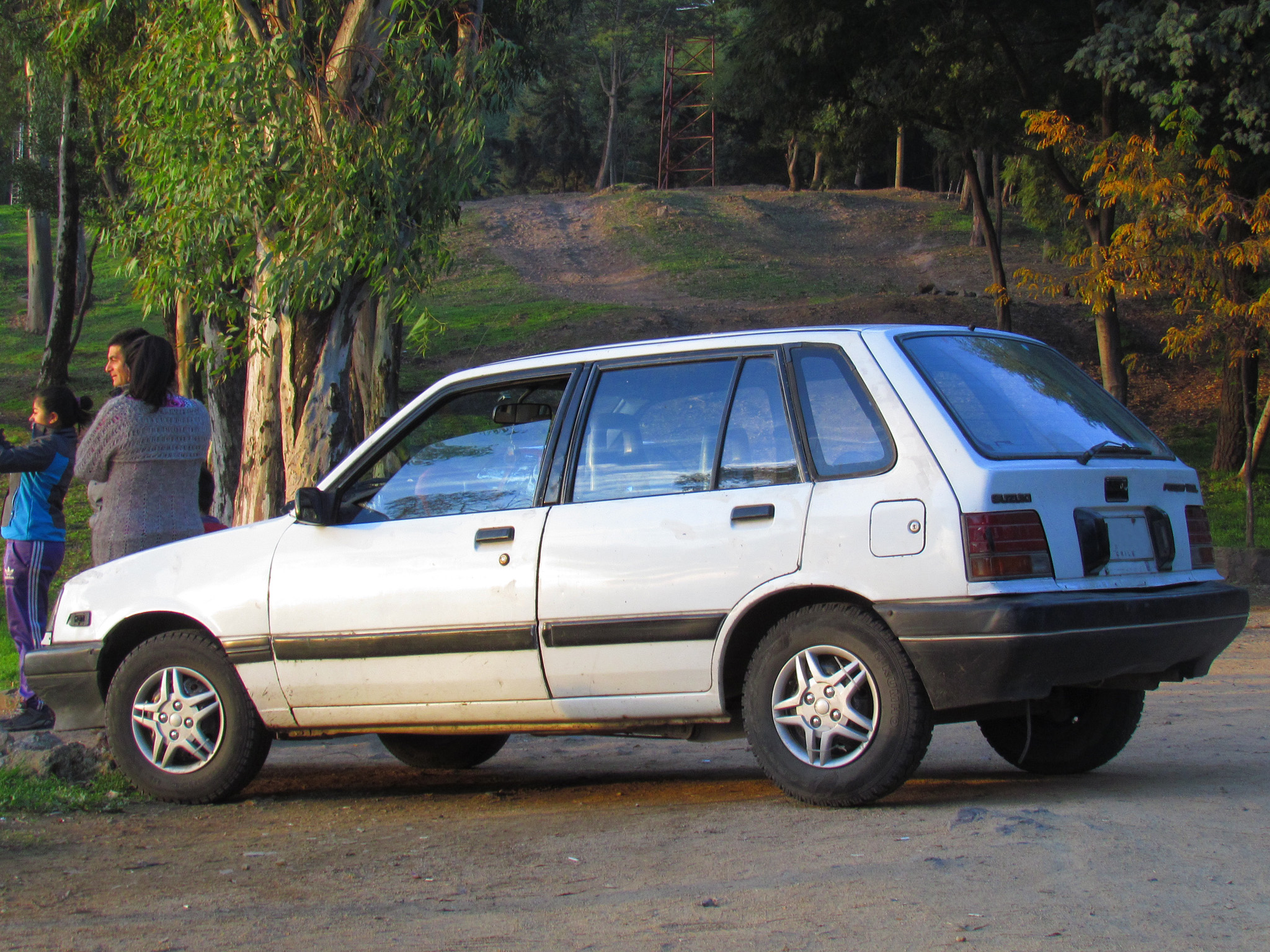
Suzuki Forsa
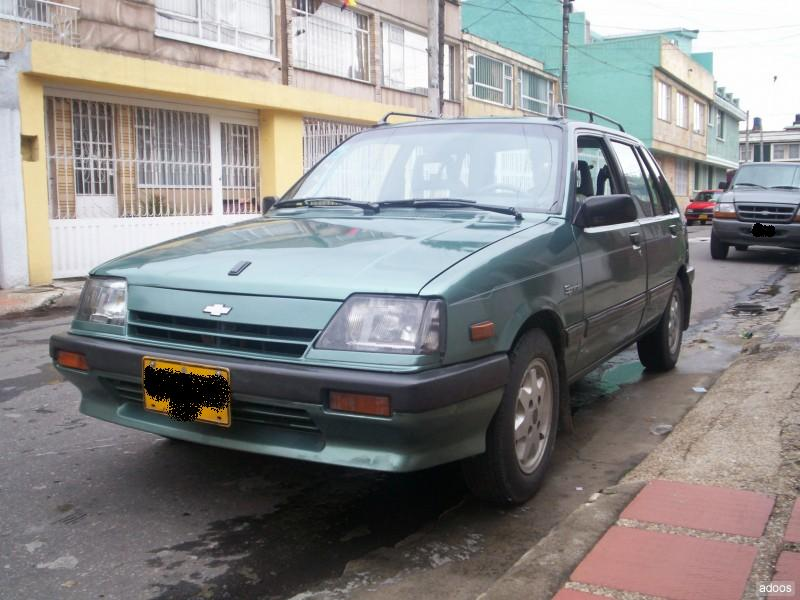
Chevrolet Sprint második kiadás

#### Suzuki Forsa
A Suzuki a General Motorsszal még 1984-ben állapodott meg, hogy a más gyártók modelljein (Chevrolet Sprint, Pontiac Firefly) kívül Suzuki néven is exportál majd a Cultusból Forsa néven. Ecuadorban, Kanadában, Chilében és az Amerikai Egyesült Államokban is használták ezt a nevet 1985-től 1988-ig. Injektoros turbó- és karburátoros szívómotorral is kapható volt, mindkettő egyliteres, soros háromhengeres.

### Ausztrália és Új-Zéland (Holden Barina (1985–1988))

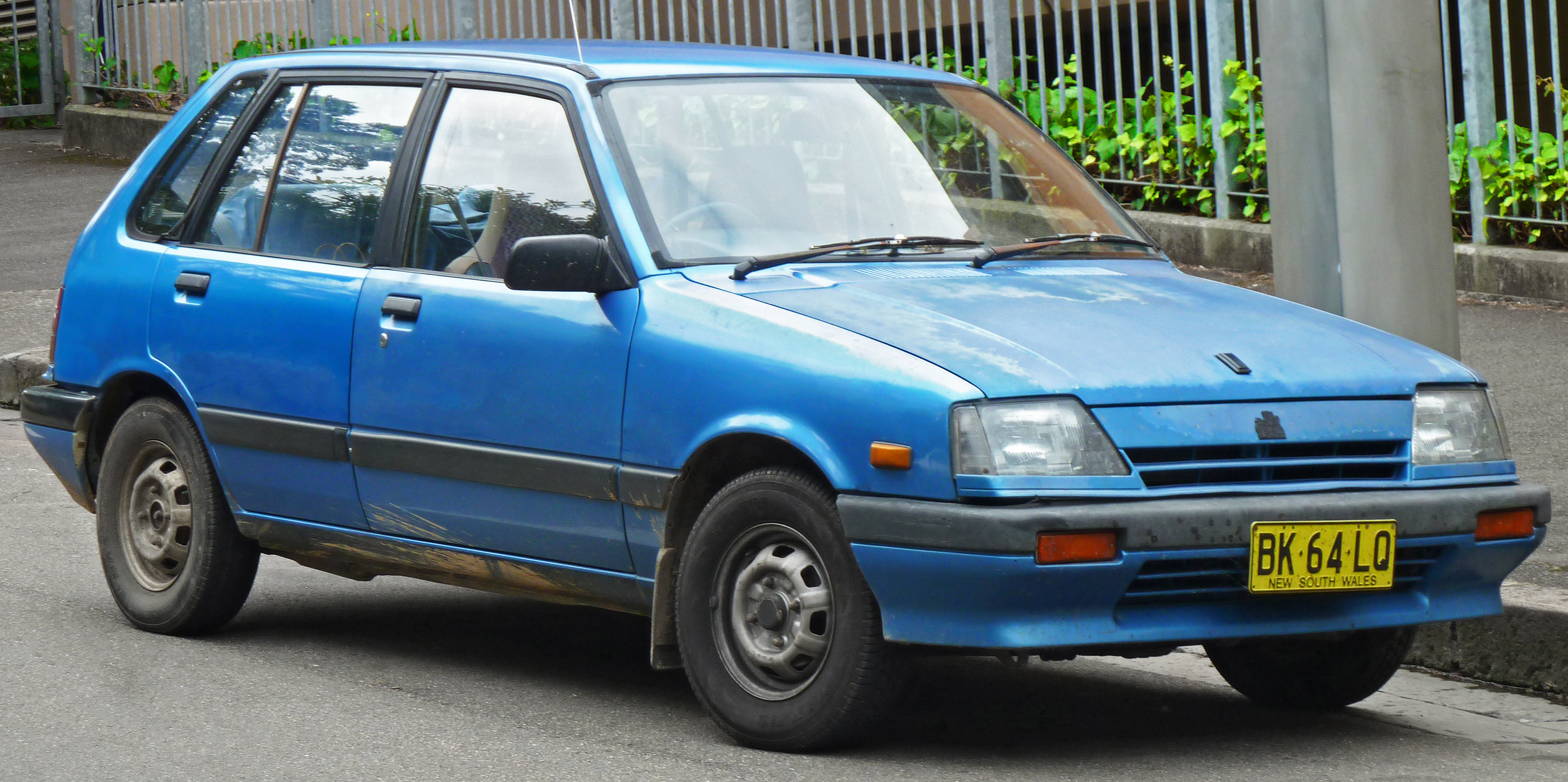
1986-os Holden Barina ML

A Cultus egyik ausztrál és új-zélandi változata a Holden Barina. Első generációja, az MB vagy ML 1985-től 1988-ig volt gyártásban kizárólag ötajtós ferde hátú változatban. A nagy horderejű kampány a „Beep, Beep Barina” szlogent alkalmazta az autó népszerűsítésére. Az MB és ML közötti 1986-os ráncfelvarrás főként a hűtőmaszkon, a műszerfalon és a fényszórókon jelentkezik. Új-Zélandon 1985–1994-ig Suzuki Swift, és 1985 és 1989 között Holden Barina is kapható volt. Új-Zélandon a GTi-változatot is kínálták.

### Európa
A Cervo után a második európai Suzuki a GEN-1. Nagy-Britanniában és Hollandiában SA310 és SA413 volt, később Swift. Magyarországra a GEN-1 még nem jutott el. Az egyliteres, soros háromhengeres motor fogyasztása igen kedvezőnek bizonyult: 100 kilométeren hat liter 87-es oktánszámú benzin elegendő volt számára. Az alapmodellhez digitális műszerfal, fejtámlás első ülések, ötfokozatú váltó, fűthető hátsó ablak, valamint AM/FM sztereó rádió is tartozott. Némi felárat kellett fizetni a szervofékért, a halogén fényszórókért és a hátsó ablaktörlőért. 1986-ban az autó ráncfelvarráson ment keresztül, akárcsak a legtöbb másik piacon. A fényszórókat, a lökhárítókat és a hűtőmaszkot is érintették a változások. A motorválaszték pedig új, 1,3 literes, 68 lóerős négyhengeressel fejlődött. Sportos változatok is megjelentek, így a 82 lóerős, egyliteres, háromhengeres, turbófeltöltős motorú Cultus Turbo, vagy a Cultus GTi zászlóshajó. Az új változatot már Suzuki Swift néven forgalmazták Európában. A legközkedveltebb változat az 1,3 literes motorú volt.

### Pakisztán
A Pak Suzuki Karacsiban 1987-től Suzuki Khyber néven indította a Swift dél-ázsiai karrierjét. Valamivel tovább gyártásban maradt, mint a többi GEN-1-típus. A Khyber mellett a másik sikertermék az Alto-licenc, a Mehran volt. A Khyber motorja négyütemű, vízhűtéses, soros háromhengeres, 45 lóerős SOHC. A maximális sebesség 180 km/h volt. Váltója manuális, ötsebességes. A Khybert később a Margalla limuzin és a Cultus ferde hátú váltotta fel.
Az indiai Maruti 800 (Alto II) annyira sikeres volt, hogy egy Swift már nem kellett a piacra.

### GTi-változat
A Suzuki 1986-ban mutatta be a Cultus GTi-t, amely a gyár zászlóshajója lett, stílusában és teljesítményében is eltérve a Cultus alapmodelltől. Kódjelzése AA33S. Kizárólag háromajtós karosszériával árusították. A Cultus GTi (Európában Swift GTi) motorja 1,3 literes, két vezérműtengelyes, 16 szelepes és 101 lóerős G13B. Az egyik első Suzuki volt, ami elektromos injektort használt a motorjában. A belsőtérben a piros volt az uralkodó szín, ezt a kijelzők, a kárpit és a biztonsági öv színe is bizonyította. Európában a Swift GTi a Volkswagen Golf GTi vetélytársává vált.

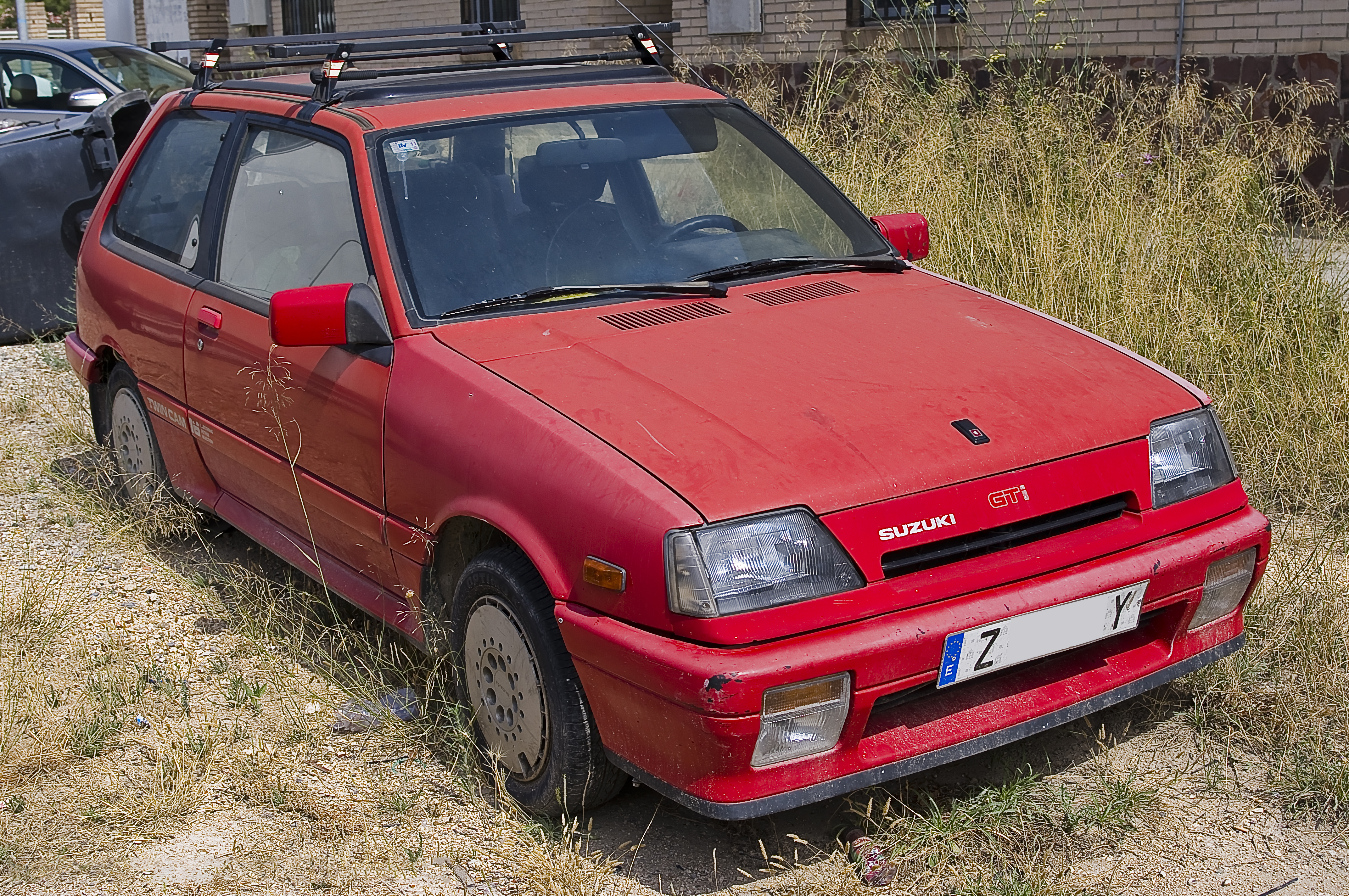
1987-es Suzuki Swift GTi

## Második generáció
Magyarország népautója volt Swift néven a Cultus második generációja. A gyártást mindenhol folytatták, a piacot kiszélesítették. Több helyen átnevezték, a Khyberből például Margalla és Cultus lett a Pak Suzukinál. 1992-ben frissítették, ugyanebben az évben kezdték el Magyarországon gyártani a magyar Suzuki első termékeként.

### Japán

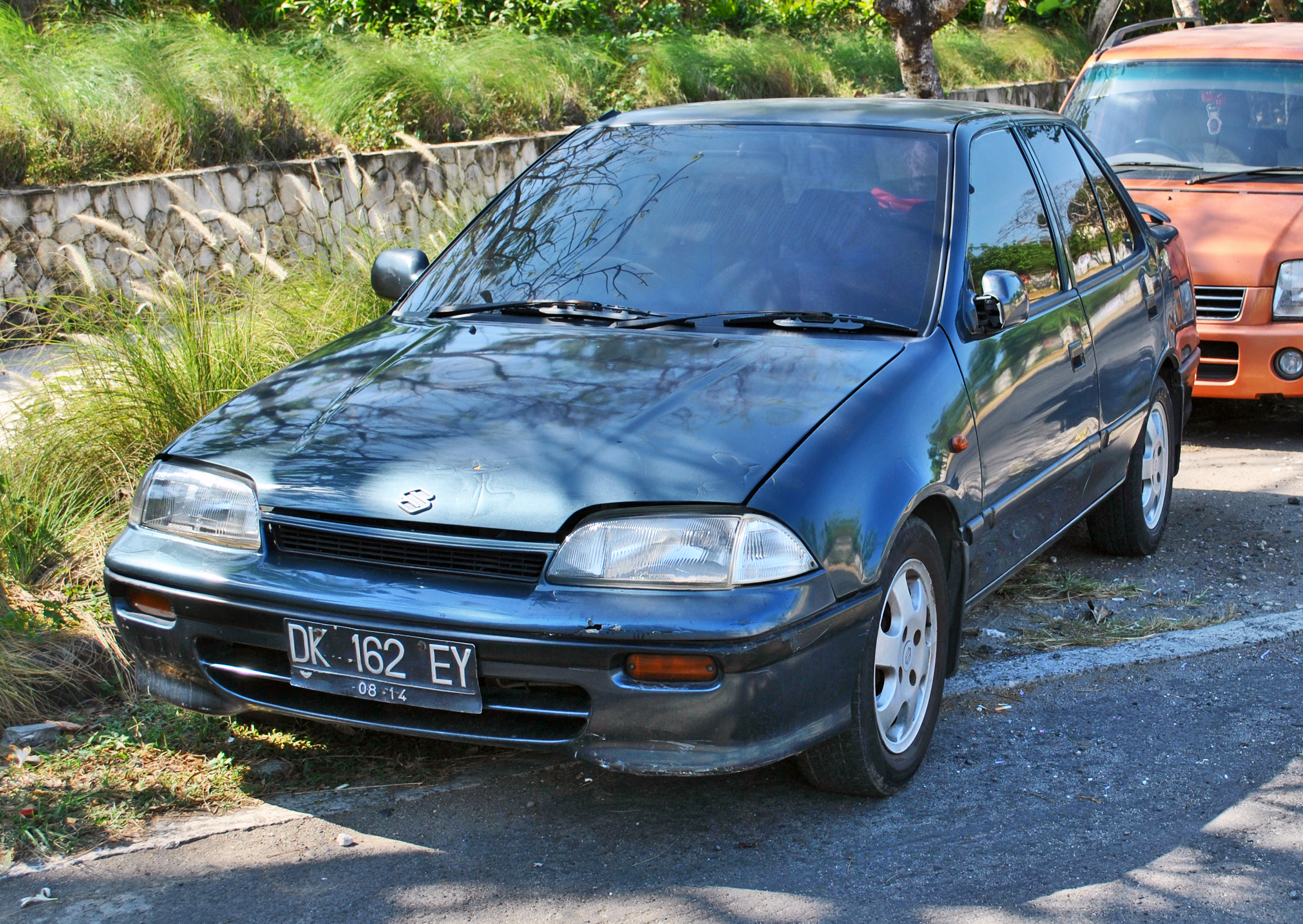
Cultus II

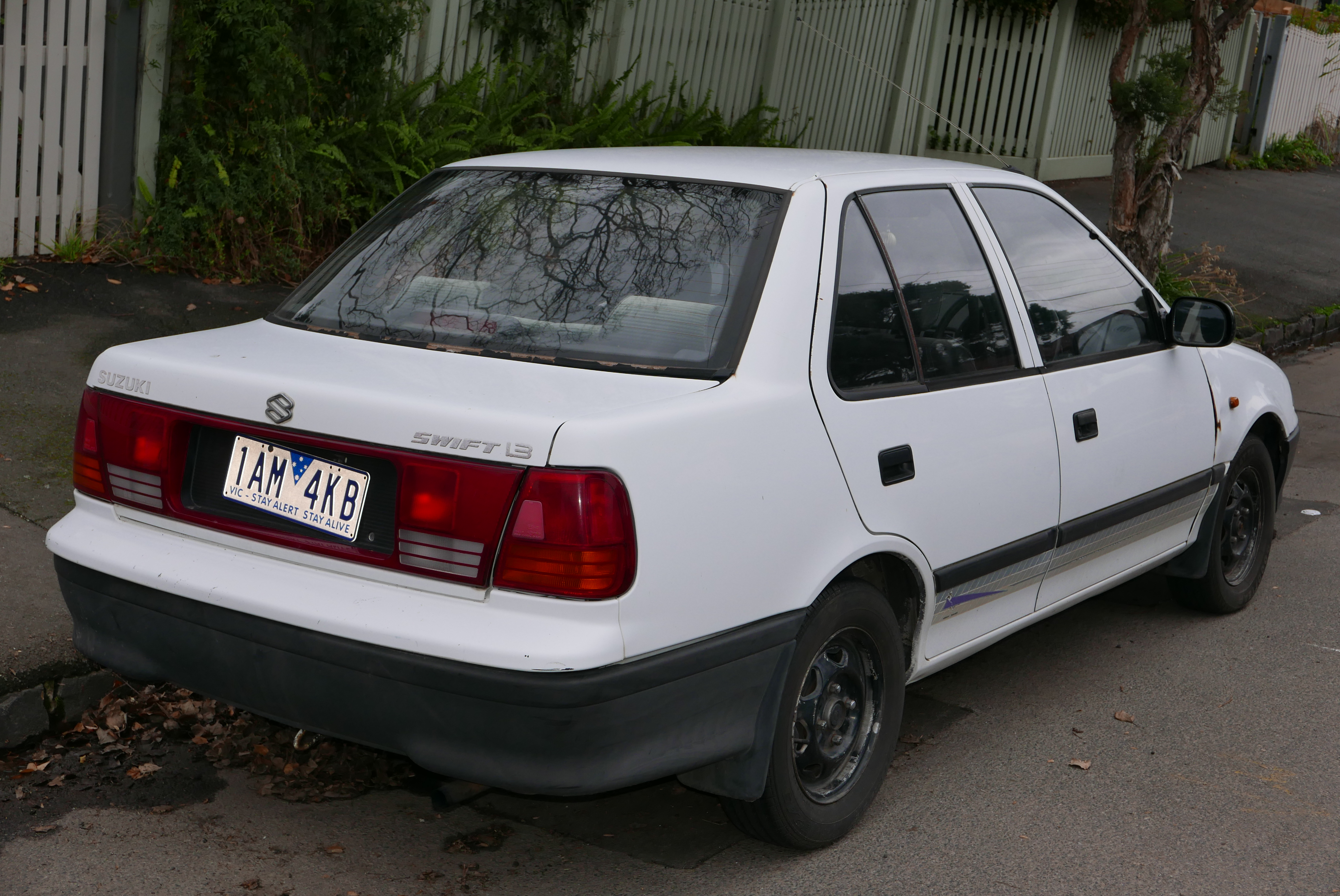
1992-es Suzuki Swift szedán

1988 szeptemberében a japán piacon megjelent a minden téren megújult második generációs Cultus. A formát modernizálták, mind az utastér, mind a csomagtartó mérete is nőtt. Az 1,3 literes, 71 lóerős motort átdolgozták, az egyliteres pedig 56 lóerős volt. A második generáció már összkerékhajtással is készült. Ebből a generációból is gyártottak GTi-változatot, az előzőével megegyező 16 szelepes motorral. A luxusfelszereltségű Cultus Ellesse-t kizárólag Japánban forgalmazták, amelyet központi zárral, elektromos ablakokkal, állítható kormánykerékkel és automata légkondicionálóval szereltek fel. Rövid ideig még kabrióváltozatot is gyártottak.
A GTi-változatba üreges vezértengelyt építettek, és minden kerekéhez tartozott tárcsafék.
A karosszériaválaszték a négyajtós Cultus Esteem limuzinnal bővült, amelyet 1,6 literes, 91 lóerős négyhengeres motorral is forgalmaztak, amellyel a ferde hátú változatokat soha. Ez a Suzuki első kiskategóriás limuzinja az 1969-ben befejezett gyártású Fronte 800 óta.
A Suzuki az 1992-es modellévre felfrissítette a típust, a ferde hátú változat rendszámtábláját a két fényszóró közötti helyről a lökhárítóra helyezték. Az áthelyezésével az eredeti helyén lévő űrt választás szerint fekete műanyag, vagy átlátszó piros plexiüveg, lámpára emlékeztető panellel töltötték ki. A belsőtér is lényeges változásokon esett át: az új modell a lecserélt első és hátsó lökhárítón kívül új műszerfalat is kapott. A GS szedánok új dísztárcsákkal és szervokormánnyal jutottak át a ráncfelvarráson.

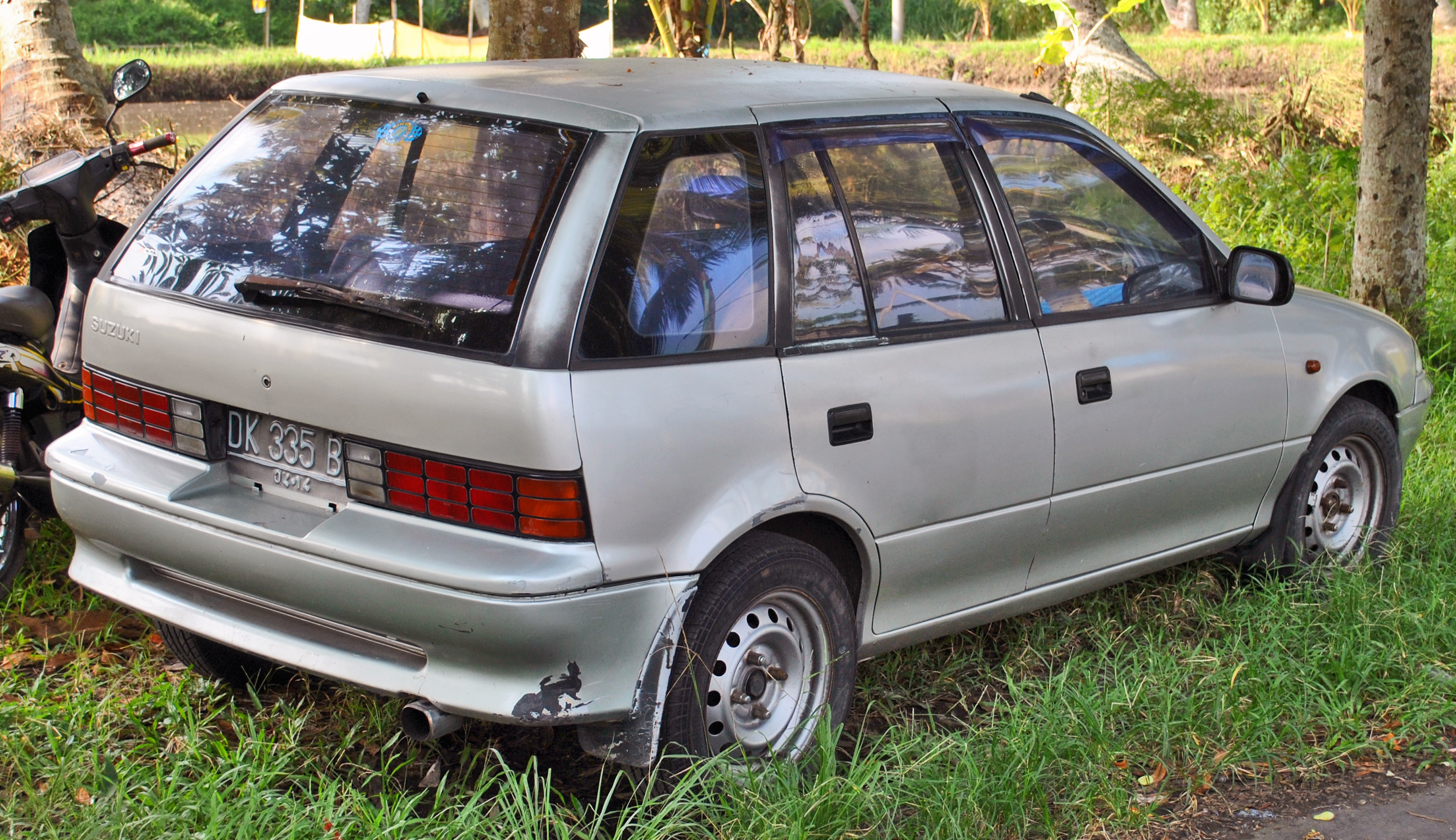
Korai Cultus II
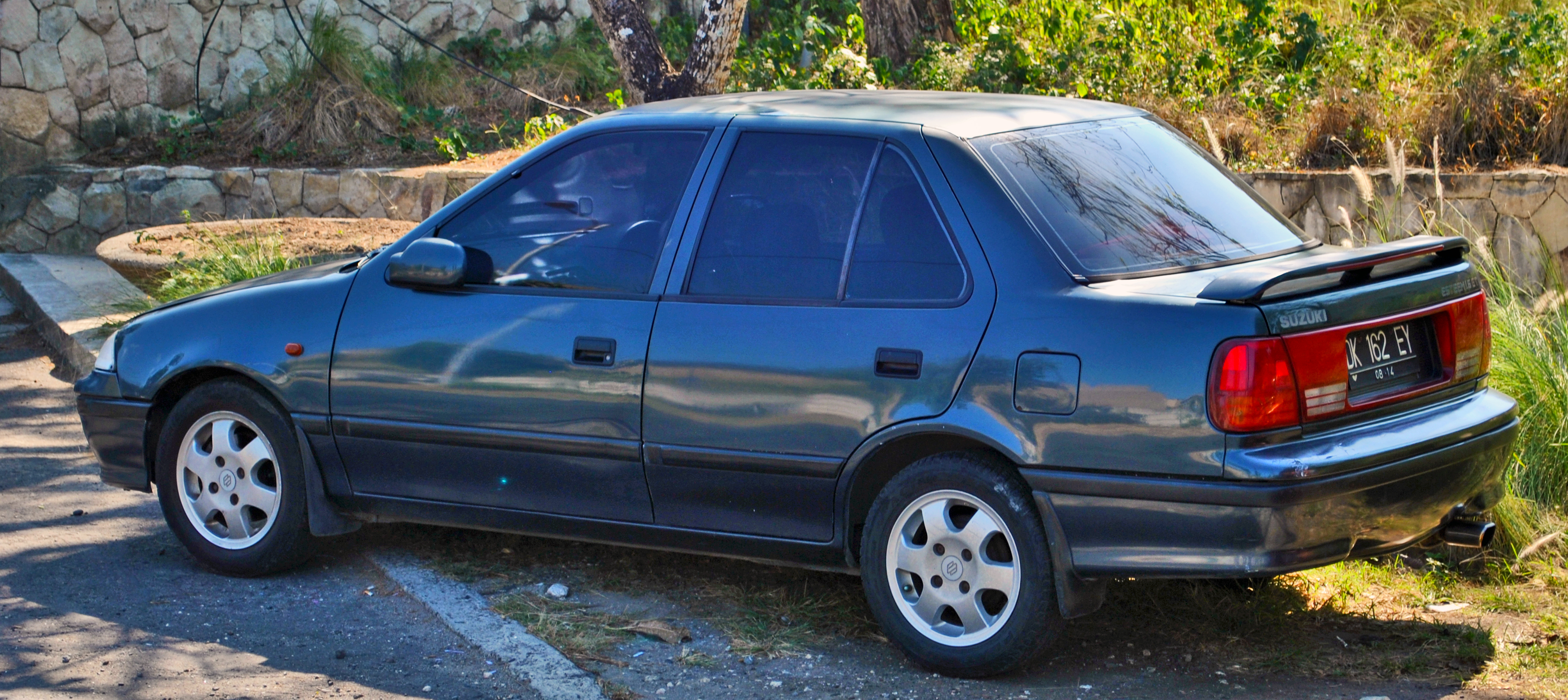
Cultus Esteem (lépcsőshátú)
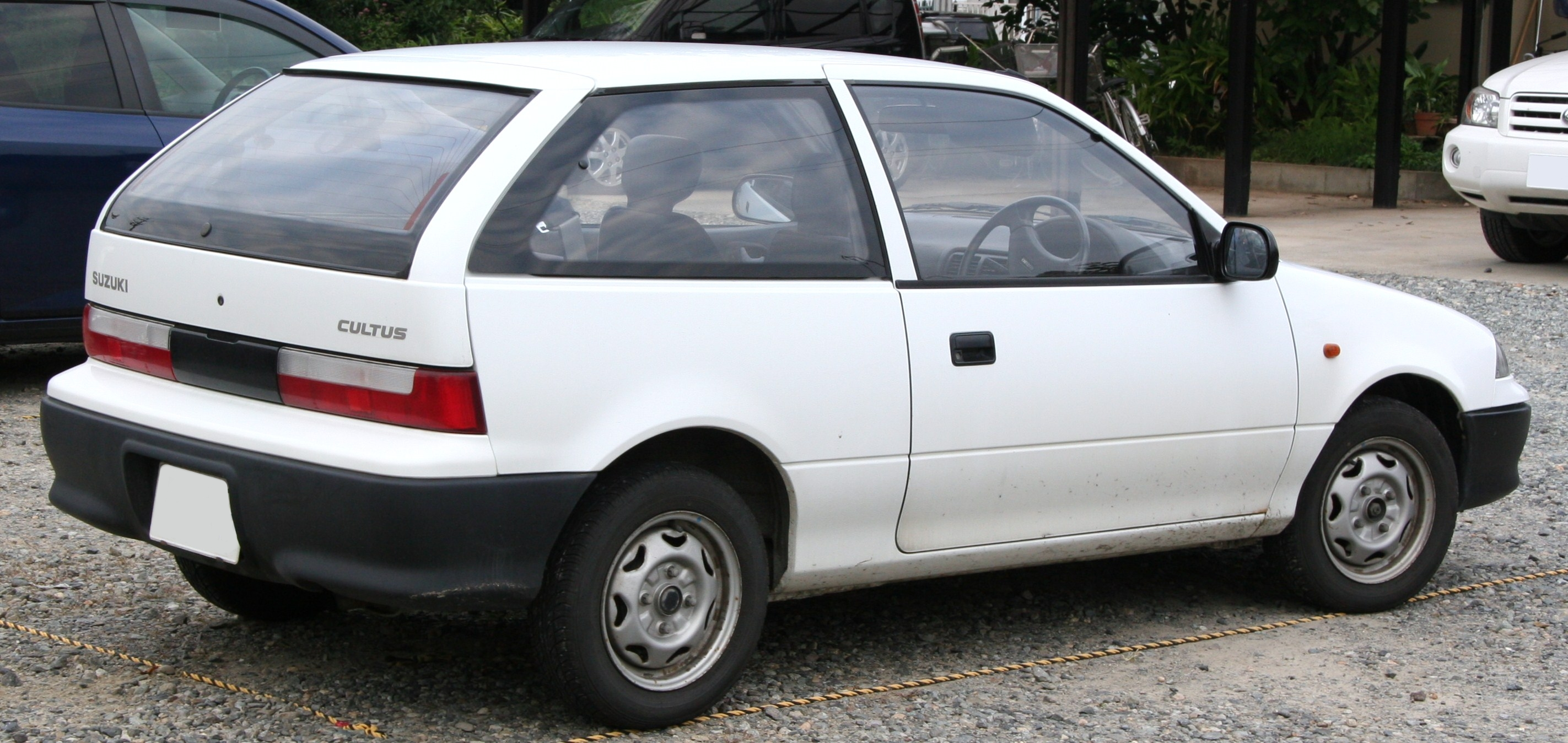
Kései Cultus II

### Nevek a különböző piacokon
| Év        | Név                       | Piac          | Ajtók száma |
| --------- | ------------------------- | ------------- | ----------- |
| 1989–1998 | Suzuki Cultus             | Japán         | 2/3/4/5     |
| 1989–1994 | Suzuki Swift              | Észak-Amerika | 3/4         |
| 1989–2004 | Suzuki Swift              | Európa        | 2/3/4/5     |
| 1991–2004 | Chevrolet Swift           | Kolumbia      | 3/4         |
| 1989–1994 | Pontiac Firefly           | Kanada        | 2/3/4/5     |
| 1989–1994 | Geo Metro/Chevrolet Metro | Észak-Amerika | 2/3/4/5     |
| 1988–1994 | Holden Barina             | Ausztrália    | 3/5         |
| 1990–1994 | Maruti 1000               | India         | 4           |
| 1994–2007 | Maruti Esteem             | India         | 4           |
| 1995–2003 | Subaru Justy              | Európa        | 3/5         |
| 2000–     | Suzuki Cultus             | Pakisztán     | 5           |
| 2000–     | Suzuki Margalla           | Pakisztán     | 4           |

### Maruti 1000
A Maruti 1000 egy 1990 októberétől 2000-ig, a Maruti által gyártott négyajtós limuzin. Lényegében ez a modell egy más néven forgalmazott Suzuki Cultus Esteem. Az indiai autógyár már 1989-ben bemutatta a modellt. A Maruti 1000 akkortájt Indiában luxusautónak számított, amit nehéz elképzelni mai vagy külföldi szemmel. Egy számítógépes felmérés bebizonyította, hogy ára (381 000 rúpia) eléggé magas volt ahhoz, hogy az indiai vásárlók legalább 99,5%-a ne tudja fedezni az autó megvásárlását.
Az autó első motorja egy mindössze 46 lóerős, 0,970 literes volt, ami 825 kilogrammot nyomott. Ezt az elavult motort a Cultus/Swift modellekbe is beépítették néhány másik fejlődő ország piacán.

#### Maruti Esteem
Új külsővel, 1,3 literes, nagyobb teljesítményű motorral és új névvel jelent meg 1994-ben a Maruti 1000 utódja, a szintén lépcsőshátú Maruti Esteem. Az első modell motorja karburátoros, 65 lóerős (48 kilowattos) volt, de ezt 1999-ben egy injektoros, 16 szelepes, 85 lóerős (63 kilowattos). Ez bebizonyította, hogy a két liter alatti motorkategóriában ez az egyik legjobb teljesítmény-súly arányú motor, és abban is segített, hogy az indiai autósportban elismerjék, ahol még mindig sikeres a raliváltozata. Létezett sportos VXi változat is, amelynek a motorja 91 lóerős (68 kilowattos). 2000-ig még a Maruti 1000 is a palettán maradt, majd a gyenge eladások miatt leálltak a gyártásával. A 2000-es évek elején megjelenő sok vetélytárs miatt gyengülni kezdett a Maruti Esteem eladásainak száma is. Ezért sorozatos árcsökkenés kezdődött, majd ezt 2004-ben egy ráncfelvarrás követte. A ráncfelvarrással frissítették a fényszórókat és a lökhárítókat.
A Maruti Esteem egy 1,527 literes 8 szelepes dízel TUD5 Peugeot-motorral is kapható volt, valamivel magasabb áron. A gyártás vége felé a következő modellek léteztek:
- LX (szervo nélküli alapmodell)
- LXi (2002 áprilisától kapható szervokormányos változat)[10]
- VXi (sportos változat több lóerővel)
- AX (automata sebességváltóval)
- D (dízeles alapmodell)
- Di (szervokormányos dízeles modell)

Az 1,3 literes 16 szelepes SOHC motor is benne volt a választékban. A Maruti Esteemet 2007 novemberében az új Maruti Swift DZire váltotta le, ami lényegében az Európában 2004 óta forgalmazott Swift lépcsőshátú változata.

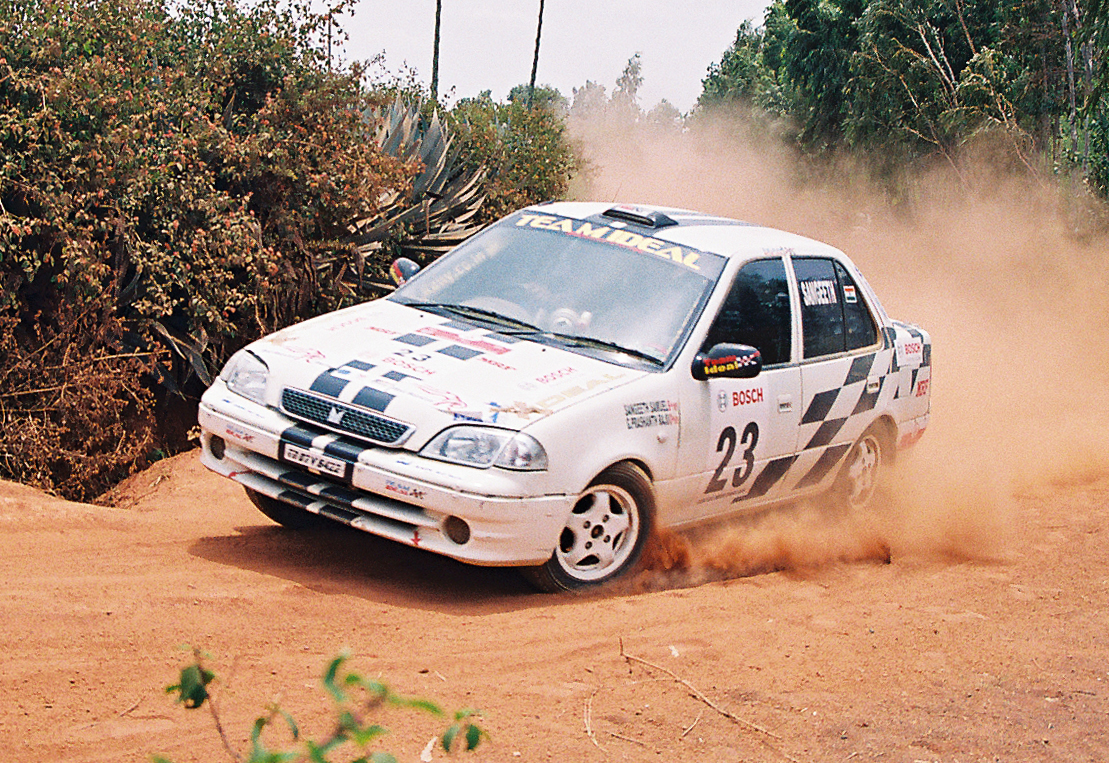
Maruti Esteem ralin
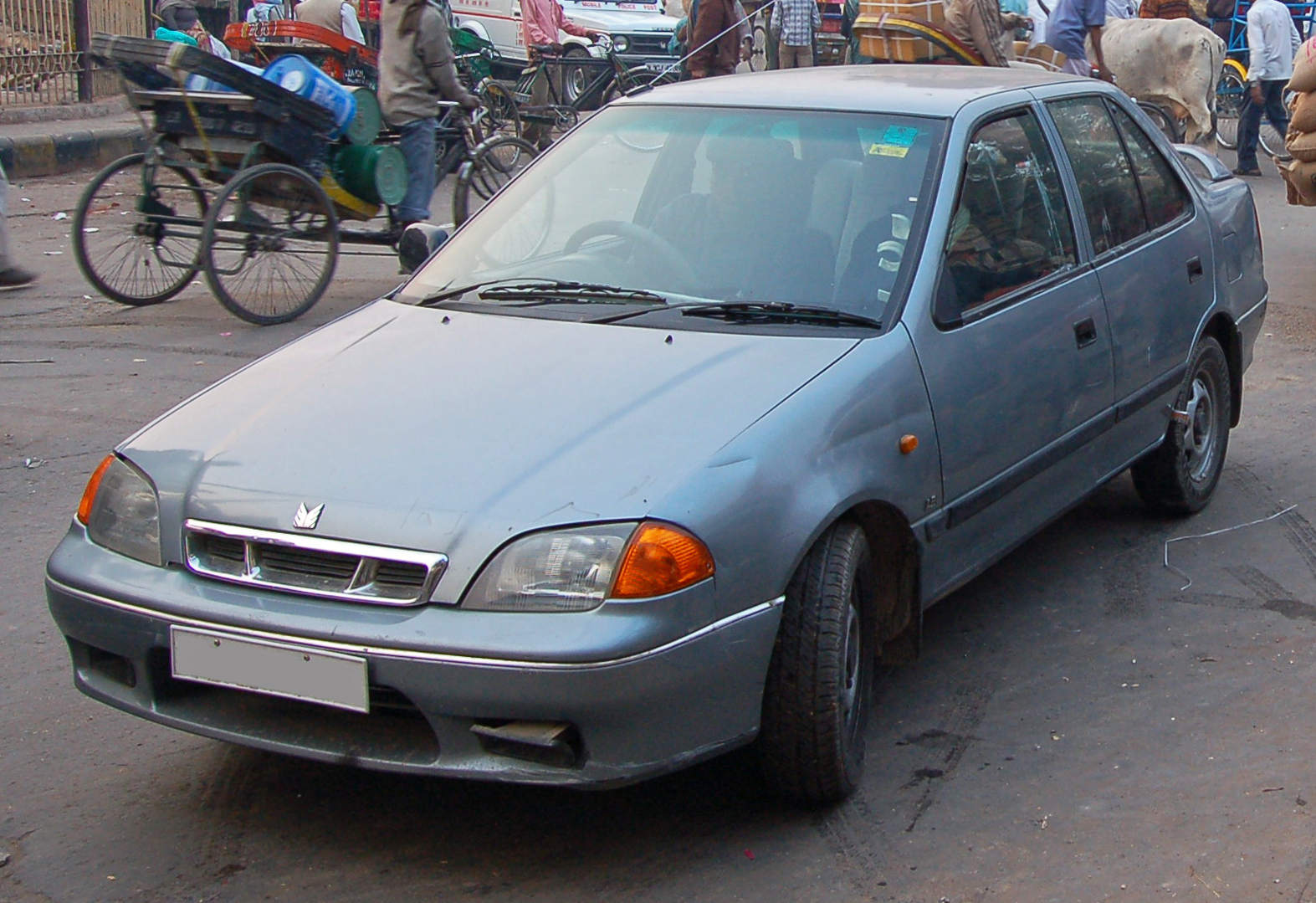
Maruti Esteem

### Észak-Amerika

#### Suzuki Swift

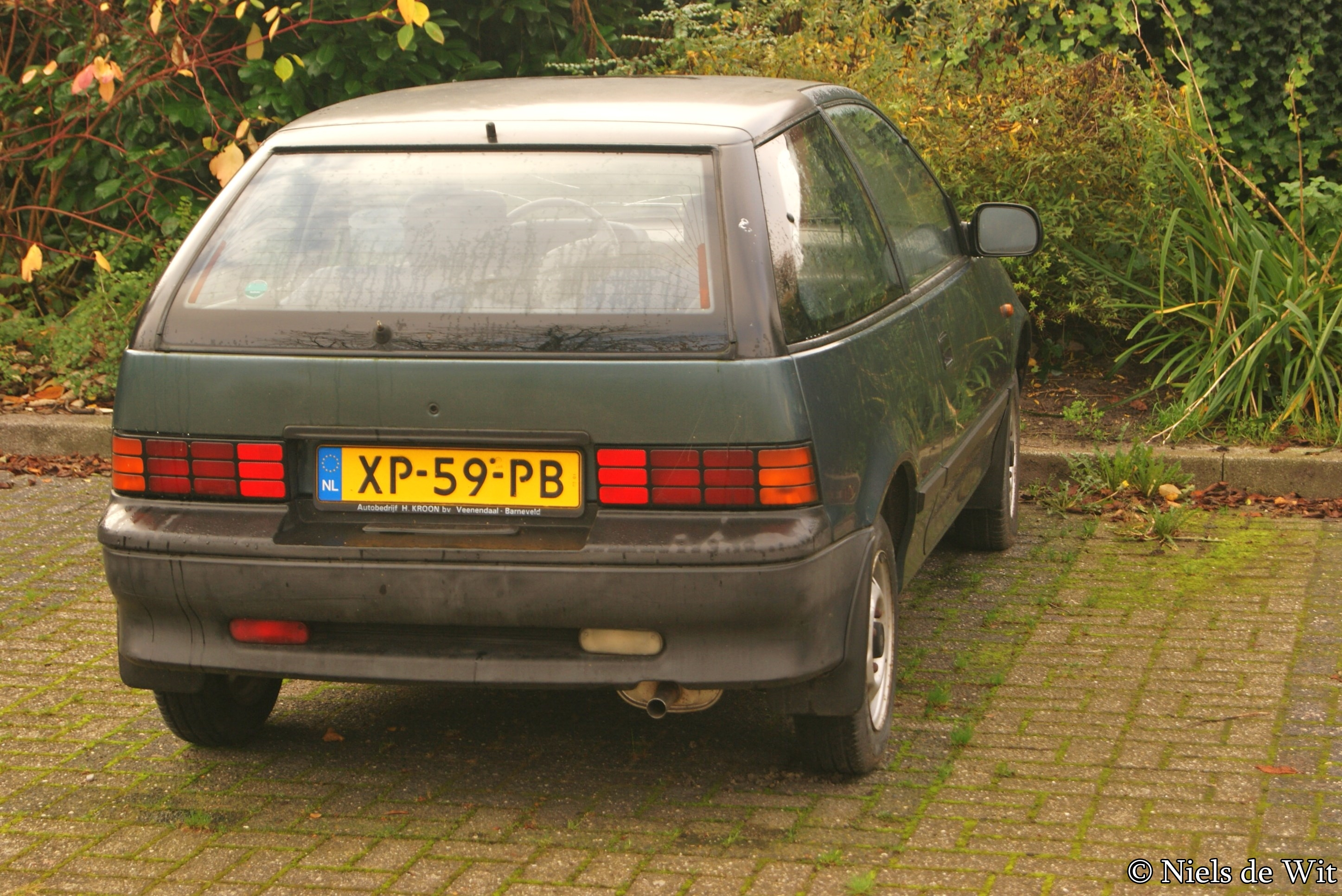
Swift 1989-ből

Az 1985–1988-ig értékesített Forsát a Swift váltotta fel, ami háromajtós GTi és ötajtós GLX változatban volt a piacon. 1990-ben megjelent a Japánból importált négyajtós limuzin is. Az észak-amerikai Swiftek közül egyliteres, háromhengeres motorú változat csak Kanadában volt kapható, ahol 1992–1994-ig árusították. A GLX-et 1990-ben beszüntették, azontúl olcsó GA háromajtós változatok, valamint GA, GL és GS limuzinok voltak forgalomban. Ugyanekkor a Swift GTi neve Swift GT-re változott, mivel a Volkswagennek Észak-Amerikába érkezett egy szintén GTi nevű modellje. Egyre kisebb lett a Cultus és a Swift között az összefüggés, végül helyben egy harmadik generációs modell is megjelent.
Az új Swift soros háromhengeres motort is szerepeltetett, 0,993 liternyi űrtartalommal és 55 lóerővel (41 kW). A Geo Metróban is használt 63 kilogrammos motort (G10) is alkalmazták. A többi motor karburátoros vagy benzinbefecskendezéses, nyolcszelepes, 1,3 literes SOHC. A GA modellhez műanyag dísztárcsák és négysebességes váltó tartoztak. A GL modellhez már ötsebességes váltó, alufelni, napfénytető és egyes piacokon légkondicionáló is tartozott.
A második generációs Swift forgalmazásával 1994-ben álltak le. A harmadik generációs modellt lásd a Geo Metro címszó alatt.

#### GM-márkajelzések alatt
A második generációs Cultus GM-márkajelzésű változatai közül legismertebb a Geo Metro. A Chevrolet Sprint nevet Kanadában továbbra is használták a Geo márkanév 1992-es bevezetéséig. Ott az egyliteres turbómotorral is elérhető volt még. Kanadában ezenkívül még megmaradtak a Pontiac Firefly név használatánál. Ez utóbbinak 1989-ben jelent meg az új generációja, rövid ideig négyajtós és kétajtós kabrióváltozatban is a piacon. 1992–1993-ig már nem volt kapható, amikor az Asüna márka nagyobb típusként bevezette a Daewoo Racer helyi változatát.

### A „Mi autónk”
A Cultus második generációja a Magyar Suzuki első terméke lett 1992 októberétől, az esztergomi gyár felavatásától annak első típusaként. Három-, négy-, és ötajtós változata is megjelent a piacon, Magyarországon árusították az egyik legtovább, 2004-ig. 1996-ban frissítették. A tizenkét év alatt a „mi autónk” lett. Véget ért a Trabant-, és elkezdődött a Suzuki-korszak. Az 1992-es premier után négy évvel már évi 50 000-et gyártottak belőle, 2000-re pedig már az évi 80 000-et is megközelítette. A Magyar gyártású Swift jutott el Európa többi részébe is.
Idézetek újságíróktól:
Igazi városi jármű, olyan négykerekű, amellyel például egy-egy lámpától elstartolva könnyedén elszakadhatunk a tömegtől.
A párját ritkítóan előnyös aerodinamikai kialakítás megnyerő, s egyben jövőbe mutató megjelenést kölcsönöz a Swiftnek.

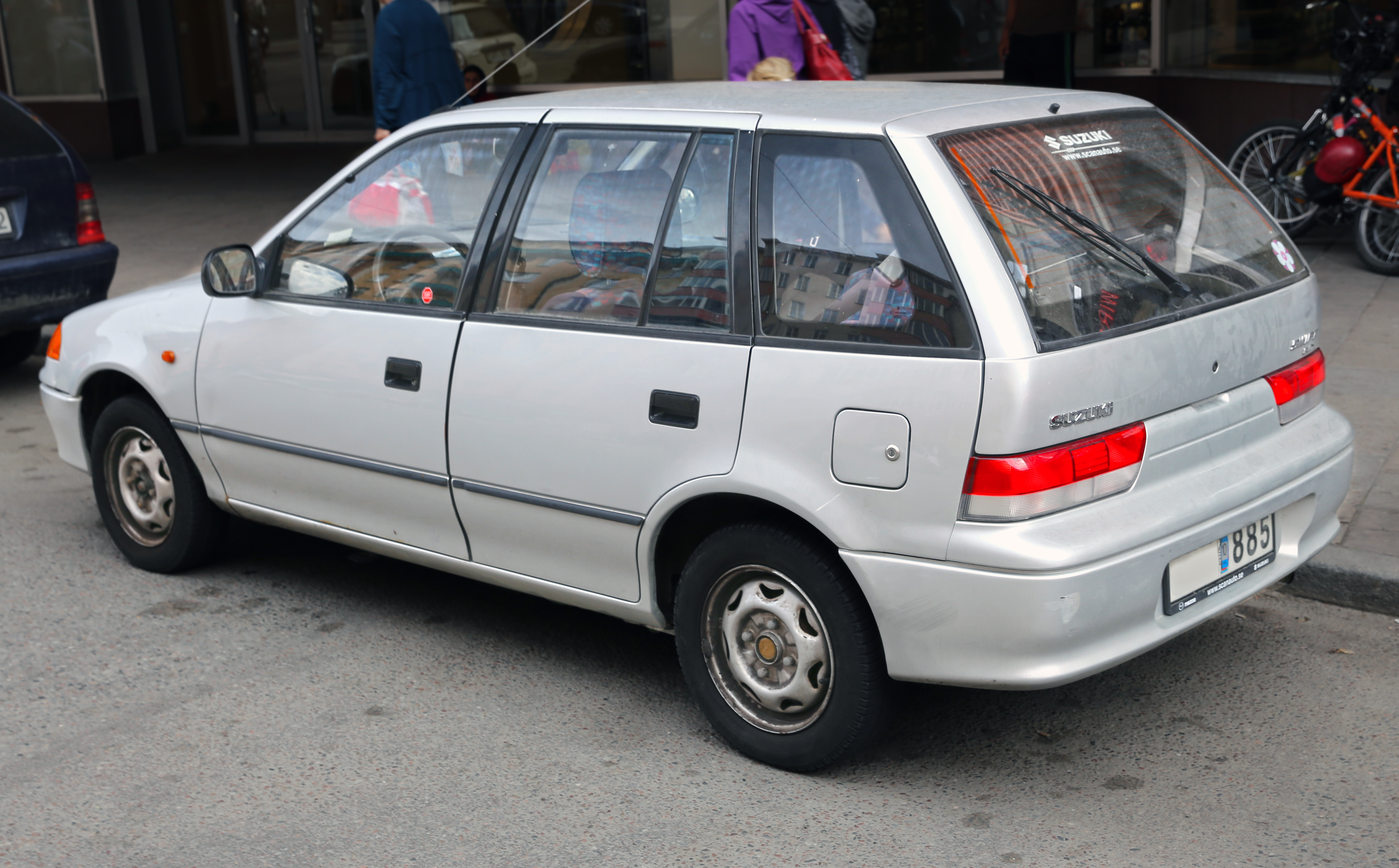
Swift 2000-ből, hátulról
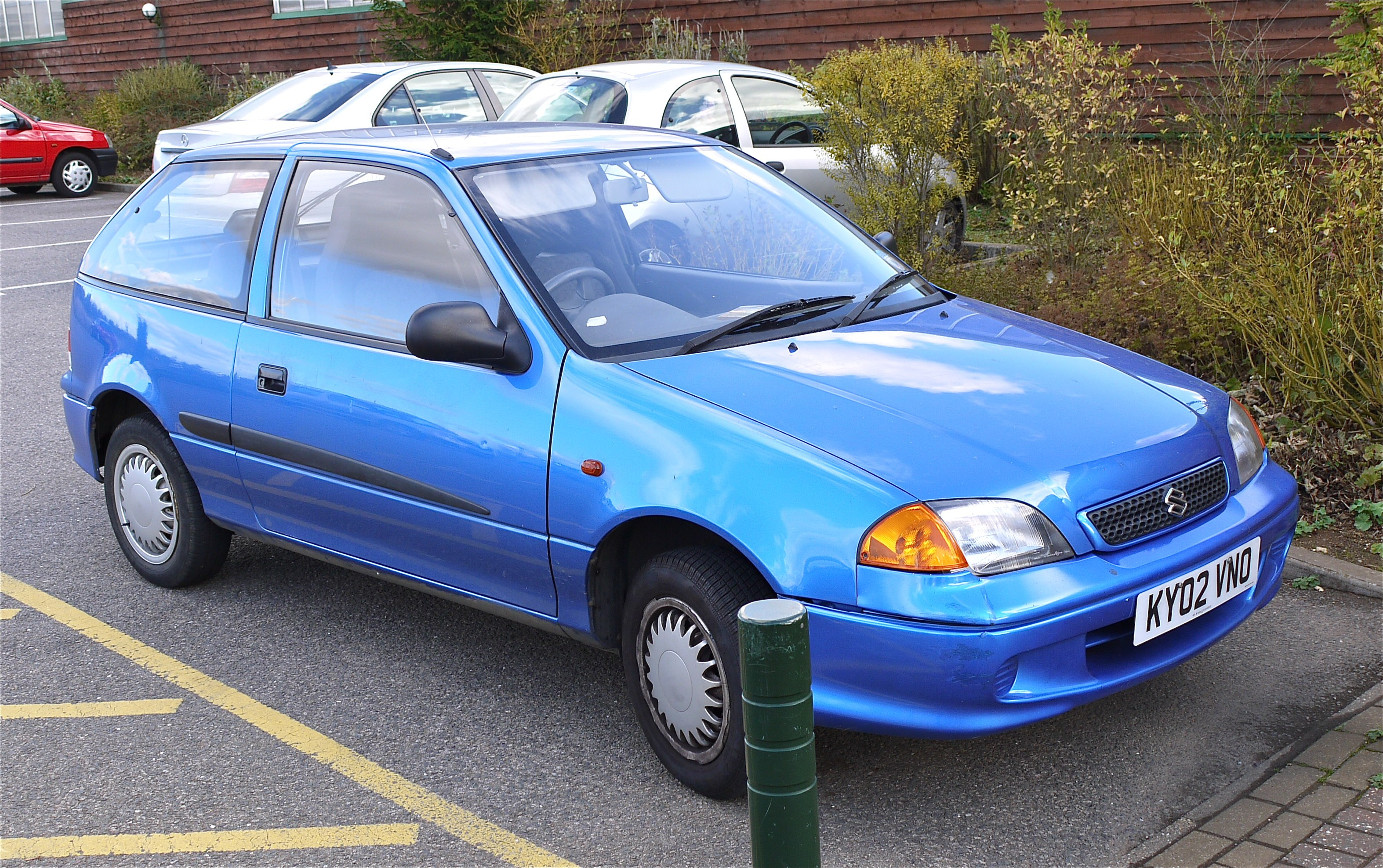
Swift 2002-ből, elölről

## A Cultus utódjai
Japánban a Cultus két generációját a Cultus Crescent váltotta le, ami nagyobb méretű a Cultusnál. Európában Baleno néven forgalmazták. Észak-Amerikában harmadik generációs Swift is létezett, ez szolgált a második utódjául a Geo Metro típussal közösen. Európa nagy részén a Japánból importált 2000-es Ignis lett az utód, Magyarországon pedig az 1992 óta készülő modell 2004-es befejezésekor már gyártották is az utódot, szintén Swift néven.

## Mk-típusjelzések
A Suzuki Cultus generációira használják az „Mk” kezdetű jelzéseket is:
- Észak-Amerikában:
  - Mk1: 1985–1988 (első generáció)
  - Mk2: 1988–1991 (második generáció)
  - Mk3: 1992–1994 (második generáció)
  - Mk4: 1995–1997 (harmadik generáció)
  - Mk5: 1998–2001 (harmadik generáció)
- Európában:
  - Mk1: 1986–1988 (első generáció)
  - Mk2: 1988–1992 (második generáció)
  - Mk3: 1992–1996 (második generáció)
  - Mk4: 1996–2001 (második generáció)
  - Mk5: 2001–2004 (második generáció)
- Ausztráliában:
  - Mk1: 1984–1986 (első generáció)
  - Mk2: 1989–1992 (második generáció
  - Mk3: 1993–1999 (második generáció)

## Fordítás
Ez a szócikk részben vagy egészben  a   Suzuki Cultus című angol Wikipédia-szócikk ezen változatának fordításán alapul.  Az eredeti cikk szerkesztőit annak laptörténete sorolja fel. Ez a jelzés csupán a megfogalmazás eredetét és a szerzői jogokat jelzi, nem szolgál a cikkben szereplő információk forrásmegjelöléseként.